# Thèse gazie
La thèse gazie (Ghazi-These en allemand) est une théorie historique obsolète concernant la nature de l'Empire ottoman à ses débuts. Elle a été développée par l'historien orientaliste autrichien Paul Wittek en 1938 dans son ouvrage Rise of the Ottoman Empire.
Elle défend que l'Empire ottoman est à l'origine un regroupement de ghazis, des guerriers saints de l'islam, qui se sont associés pour mener une guerre sainte (ġazā) contre les chrétiens et élargir le Dar al-Islam (en arabe : دار الإسلام).
C'est une thèse majeure dans l'historiographie de l'Empire ottoman et elle a été majoritaire jusqu'aux années 1980 avant d'être révisée et réfutée.

## Les sources

### L'İskendernâmede Ahmedi
Une des sources principales de Paul Wittek pour sa théorie a été le poème épique İskendernâme du poète Tacüddin İbrahim bin Hidr (connu sous sa nisba Ahmedi) publié au début du XVe siècle. Plus précisément les 334 couplets du Destân-i Tevârîh-i Mülûk-i âl-i 'Osmân (La Chronique épique des souverains ottomans). Ce poème s'inscrit dans la tradition poétique ottomane des Tevârîh-i âl-i 'Osmân, les poèmes anonymes racontant les exploits des Ottomans que les soldats récitent autour du feu de camp.

### L'inscription de Bursa (1337)
La seconde grande source de cette théorie est une inscription retrouvée à Bursa (ville du Nord-Ouest de l'Anatolie, en Turquie actuelle) datée de 1337.
« ...al-amīr al-kabīr al-mu'azzam al mujāhid (fi sabêl Allāh)
sultân al ghuzāt, ghāzi ibn al-ghāzi, shujā' al-dawla wa'l-dīn wa-l āfāk
pahlavān al-zamān [?] Urkhān bin 'Uthmān »
— Lowry  2003, p. ?.
        
« Le grand émir exalté, guerrier au nom de Dieu, sultan des ghazis, ghazi fils de ghazi, champion de l'État et de la religion, et des horizons, héros de l'époque, Orhan fils de Osman »

## Les conclusions
Paul Wittek récupère la vision très ethnique et essentialisante de l'historien Mehmet Fuat Köprülü qui définit la nature de l'État ottoman par ses caractéristiques turco-mongoles. Cependant, il considère la ġazā comme la caractéristique dominante de cet État. Selon lui, l'unification des différents beylicats turcs d'Anatolie a été possible grâce à la réunion des ghazis partageant une volonté commune de combattre les infidèles (kuffār, كفار) pour étendre le Dar al-Islam notamment vers les Balkans et la ville de Constantinople dont la conquête par les musulmans aurait été prophétisée dans le hadith (tradition du prophète Mahomet) de la collection (musnad) de Ahmad Ibn Hanbal (m.855),.

## Les critiques
L'importance de cette thèse dans l'historiographie fait que de nombreux historiens ont tenté de la valider, de la réviser ou de la contester au cours du XXe siècle.

### Cemal Kafadar
La critique la plus conséquente et ayant eu le plus d'impact sur la discipline est celle de Cemal Kafadar dans son ouvrage Between Two Worlds: The Construction of the Ottoman State en 1995. 
L'historien turc admet alors que la ġazā est une caractéristique de l'État ottoman à ses débuts mais que ce n'est pas la plus importante. Il met notamment en avant le fait que l'Empire ottoman comprenait de nombreux chrétiens dans son peuple et dans son armée et qu'on ne retrouve aucune trace de politique de conversions forcées alors que cela fait partie de la ġazā telle que décrite par Ahmedi. 
Pour lui, l'État ottoman à ses débuts est une fédération de peuples d'ethnies et de religions différentes.

### Heath W. Lowry
Plus récemment, Heath W. Lowry, dans The Nature of the Early Ottoman State (2003), attaque l'analyse par Paul Wittek de ses sources. D'abord, il trouve que l'historien autrichien ne se focalise que sur deux sources qui ne sont pas suffisantes à elles seules pour ériger la ġazā en caractéristique fondatrice de l'Empire ottoman. 
Sur l'İskendernâme de Ahmedi, Lowry reproche à Wittek de ne s'être concentré que sur certains passages du poème qui ne représentent qu'une partie infime de l'œuvre dans son ensemble. Pour Lowry, le poème ne décrit pas l'État ottoman mais invite les sultans Bayezid et Suleyman à porter leurs efforts de guerre contre les chrétiens plutôt que contre les autres musulmans.
Sur l'inscription de Bursa, Lowry reproche à Wittek une mauvaise traduction et une mise en avant des éléments qui vont dans le sens de sa thèse.